# جاده ئی۴۲ اروپا

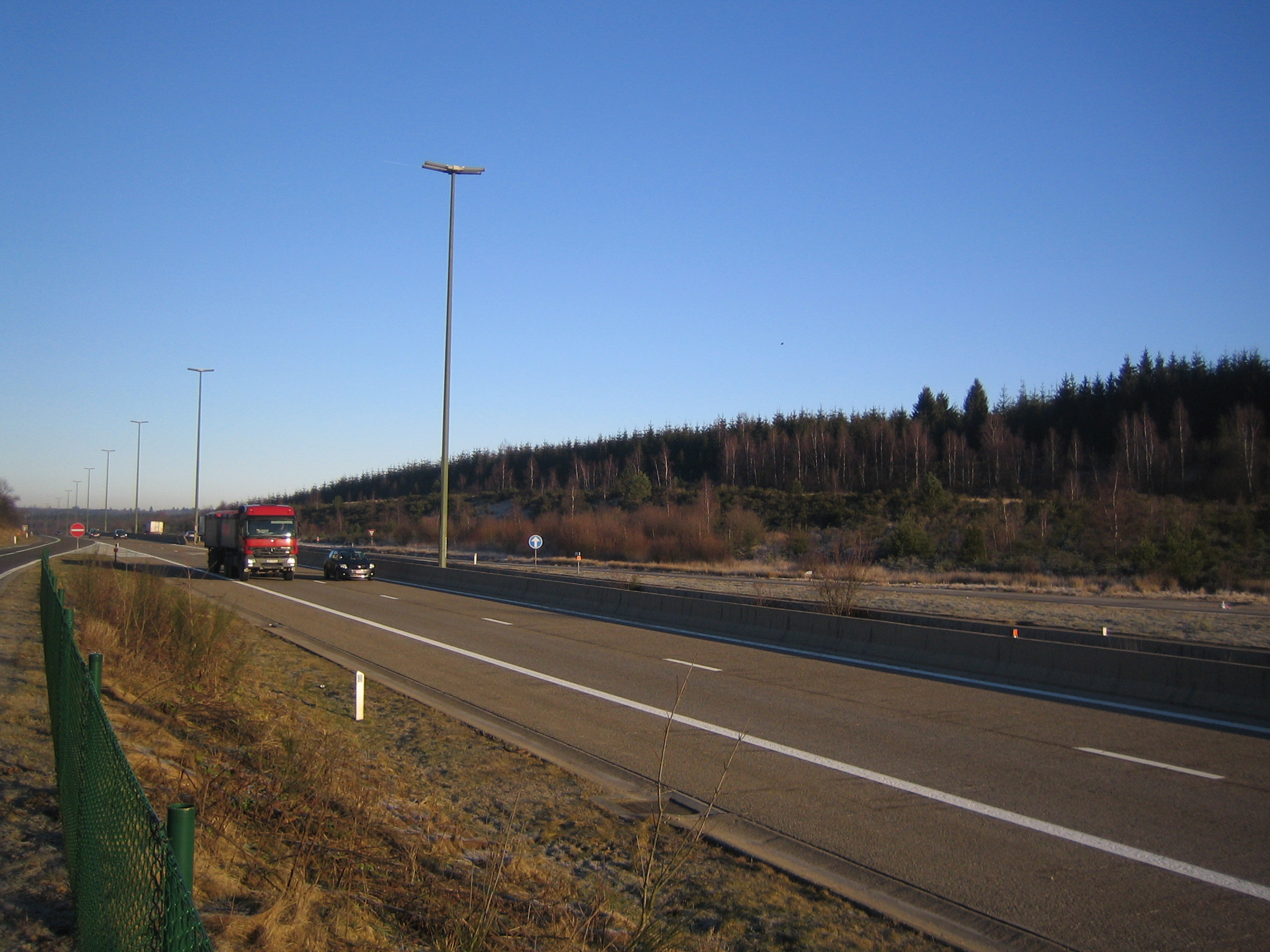
جاده ئی۴۲ اروپا در بلژیک

جاده ئی۴۲ اروپا (به انگلیسی: European route E42) یکی از جاده‌های اصلی قاره اروپا است.
این جاده که از شهر دونکرک (فرانسه) شروع شده، در شهر آشافنبورگ (آلمان)(سوئیس) به پایان میرسد و مسافت آن ۶۸۰ کیلومتر است.